# 东章瀑布
东章瀑布（藏語：ཆུ་མིག་བརྒྱ་རྩ，威利转写：chu mik gya tsa，藏语拼音：chu mig brgya rtsa）是位于印度阿鲁纳恰尔邦达旺县的一個瀑布，該瀑布距離中印邊境實際控制線只有250米。

## 歷史
1986年，印度军队占领了瀑布周围的领土。 1999年，中国军队与当地牧羊人试图前往瀑布附近的多果尔草场宣示主权，但遭到印度军队阻攔，随后雙方對峙了82天。 中国媒体還指控印度於2001年拆除了一座木桥，而藏人正是通過該木橋前往瀑布，甚至印度设置了哨所阻止藏人进入瀑布。 
2018年起，阿鲁纳恰尔邦當局決定開發瀑布，試圖讓瀑布成為一個旅游景点。 印度政府還修建了一條從达旺镇出發，可以通往瀑布的新道路。  2020年7月，一座供奉蓮花生的喇嘛寺在瀑布附近落成。印度於是向中国提议可以讓藏人参观瀑布，但中国方面并未同意。 